# Oliver Turvey
Oliver Turvey, né le 1er avril 1987 à Penrith (Angleterre), est un pilote automobile britannique. Il est pilote d'essais chez McLaren en Formule 1 entre 2009 et 2017 et titulaire en Championnat du monde de Formule E avec NEXTEV / NIO de 2014 à 2022.

## Biographie

### 2009-2017: Pilote d'essais chez McLaren en Formule 1
Après le championnat du monde de Formule 1 2010, Oliver Turvey effectue des essais pour l'écurie McLaren Racing. Il roule sur le circuit Yas Marina à Abou Dabi le 16 novembre 2010. Il termine deuxième de cette séance d'essais réservée aux jeunes pilotes. Depuis la saison 2009, il assure le rôle de Pilote d'essais chez McLaren Racing. En 2018, McLaren annonce ne pas renouveler le contrat du pilote Britannique. 

### Depuis 2014: Titulaire en Formule E avec NEXTEV / NIO
Oliver Turvey est titulaire en Championnat du monde de Formule E chez NEXTEV / NIO depuis la saison 2014-2015, première saison du Championnat 100% électrique qui se lancera en Septembre 2014 à Pekin en Chine pour l'ePrix de Pekin 2014. Il effectuera toute ses saisons chez l'écurie Britannico-Chinoise depuis ses débuts en 2014 s'affirmant comme le leader de l'équipe avec son expérience de 7 saisons à l'issue de la saison 2020-2021. En 2021-2022, pour sa 8e saison, il restera chez NIO aux côtés de Dan Ticktum (rookie en Formule E) pour faire remonter NIO dans le classement et revenir régulièrement dans les points après 3 saisons très compliquées pour l'équipe. 

## Carrière en sport automobile
- 2003 : Championnat de Grande-Bretagne de Formule Renault hivernale, 18e
- 2004 : Formule BMW britannique, 7e (une victoire)
- 2005 : Formule BMW britannique, 8e
- 2006 : Formule BMW britannique, 2e (cinq victoires)
- 2007 : Eurocup Formule Renault 2.0, 8e
- 2007 : Formule Renault Eurocup Italie, 4e
- Championnat d'Italie de Formule Renault, 9e
- 2008 : Championnat de Grande-Bretagne de Formule 3, 2e (quatre victoires)
- 2009 : Formule Renault 3.5 Series, 4e (une victoire)
- 2009-2017 : Formule 1 : Pilote d'essais chez McLaren Racing
- 2009-2010 : GP2 Series, 6e (une victoire)
- 2011 : GP2 Series (non classé)
- 2013 : FIA GT Series et championnat du monde d'endurance FIA (non classé)
- 2013 : European Le Mans Series, 3e (une victoire)
- 2014 : 24 Heures du Mans 2014, 5e
- 2015 : Formule E : 22e (2 courses)
- 2015 : Super GT, 12e
- 2015 : 24 Heures du Mans 2015, 10e
- 2015-2016 : Formule E, 14e
- 2016 : Super GT, 19e
- 2016-2017 : Formule E, 12e
- 2017-2018 : Formule E, 10e
- 2018 : 24 Heures du Mans 2018, DNF
- 2018-2019 : Formule E, 20e
- 2019-2020 : Formule E, 24e
- 2020-2021 : Formule E, 23e
- 2021-2022 : Formule E, ??

## Résultats en Formule E
| Saison    | Ecuries            | Châssis              | Moteur         | Courses | Victoires | Podiums | Pôles positions | Meilleurs tours | Points | Pos |
| --------- | ------------------ | -------------------- | -------------- | ------- | --------- | ------- | --------------- | --------------- | ------ | --- |
| 2014 2015 | NEXTEV TCR         | Spark SRT01E         | Spark- McLaren | 2       | 0         | 0       | 0               | 0               | 4      | 22e |
| 2015 2016 | NEXTEV TCR         | NEXTEV TCR FE001     | Spark- NIO     | 10      | 0         | 0       | 0               | 0               | 11     | 14e |
| 2016 2017 | NEXTEV NIO         | NEXTEV FE002         | Spark- NIO     | 12      | 0         | 0       | 0               | 0               | 26     | 12e |
| 2017 2018 | NIO Formula E Team | NEXTEV NIO Sport 003 | Spark- NIO     | 12      | 0         | 1       | 1               | 0               | 46     | 10e |
| 2018 2019 | NIO Formula E Team | NIO Sport 004        | Spark- NIO     | 13      | 0         | 0       | 0               | 0               | 7      | 20e |
| 2019 2020 | NIO 333 Racing     | NIO FE005            | Spark- NIO     | 11      | 0         | 0       | 0               | 0               | 0      | 24e |
| 2020 2021 | NIO 333 Racing     | NIO FE001            | Spark- NIO     | 15      | 0         | 0       | 0               | 0               | 13     | 22e |
| 2021 2022 | NIO 333 Racing     | NIO 333 001          | Spark- NIO     | 16      | 0         | 0       | 0               | 0               | 6      | 18e |

## Résultats aux 24h du Mans
| Année | Catégorie | Ecurie           | Voiture     | Coéquipiers                 | Classement catégorie | Tours | Classement général |
| ----- | --------- | ---------------- | ----------- | --------------------------- | -------------------- | ----- | ------------------ |
| 2013  | LMP2      | JOTA Sport       | Zitek S11SN | Simon Dolan Lucas Luhr      | 7e                   | 319   | 13e                |
| 2014  | LMP2      | JOTA Sport       | Zitek S11SN | Simon Dolan Harry Tincknell | 1er                  | 356   | 5e                 |
| 2015  | LMP2      | JOTA Sport       | Gibson 015S | Simon Dolan Mitch Evans     | 2e                   | 358   | 10e                |
| 2018  | LMP1      | CEFC TRSM Racing | Ginetta G60 | Alex Brundle Oliver Rowland | DNF                  | 137   | DNF                |